# Bystraja (Zee van Ochotsk)
De Bystraja (Russisch: Быстрая; "snelle") is een rivier in het zuidelijk deel van het schiereiland Kamtsjatka. Het is met een lengte van 275 kilometer de tweede rivier van het schiereiland na de Kamtsjatkarivier. De rivier stroomt vanuit het zuidelijk deel van het Gamalski-gebergte eerst naar het zuiden en vervolgens naar het zuidwesten, om uit te monden in de Zee van Ochotsk voorbij de plaats Oest-Bolsjeretsk. De gemiddelde diepte bedraagt 0,8 tot 2 meter (in de benedenloop 1 tot 3 meter) en de gemiddelde breedte 20 tot 40 meter. In de benedenloop, waar de rivier bevaarbaar is, bedraagt de breedte 50 tot 100 meter. De belangrijkste zijrivieren zijn vanaf de oorsprong; de Oetoedoemits, Nemtik, Kljoetsjevka, Stepanova, Kamisjkova, Goltsovka, Plotnikova en Kanytsjeva. Iets voor de monding vormt de Bystraja vele zijstromen. De rivier wordt vanaf de instroom van de Plotnikova Bolsjaja genoemd. Het debiet op 96 kilometer van de monding bedraagt 123 m/s. Gemiddeld bedraagt het debiet echter slechts 0,5 tot 2 m/s.
In de rivier schieten de volgende zalmsoorten kuit: chinookzalm, rode zalm, roze zalm, cohozalm, chumzalm, trekzalm, Salvelinus leucomaenis (Russisch: koendzja) en Japanse zalm. Vissoorten die er constant verblijven zijn Salmo mykiss (Russisch: mikizja), vlagzalm, en riviertrekzalm.
Op veel plekken langs de rivier bevinden zich thermale velden en mineraalwaterbronnen.